# The Big Dirty
 (avril 2021).
Si vous disposez d'ouvrages ou d'articles de référence ou si vous connaissez des sites web de qualité traitant du thème abordé ici, merci de compléter l'article en donnant les références utiles à sa vérifiabilité et en les liant à la section « Notes et références ».
The Big Dirty est le quatrième album studio du groupe de Deathcore américain Every Time I Die, sorti le 4 septembre 2007 sous le label Ferret Records.
Environ 14 000 copies de l'album ont été vendues dès la première semaine de mise en vente[réf. nécessaire].

## Composition
- Keith Buckley - chant
- Jordan Buckley - guitare
- Andy Williams - guitare
- Mike Novak - batterie
- Josh Newton - basse

## Liste des morceaux
1. No Son of Mine - 3:25
2. Pigs Is Pigs - 2:46
3. Leatherneck - 2:08
4. We'rewolf - 3:24
5. Rebel Without Applause - 3:22
6. Cities and Years - 2:57
7. Rendez-Voodoo - 3:15
8. A Gentleman's Sport - 2:34
9. INRihab (avec Dallas Green)- 4:04
10. Depressionista - 2:29
11. Buffalo Gals - 3:27
12. Imitation is the Sincerest Form of Battery - 2:29